# Bisbat d'Augsburg
El Bisbat d'Augsburg fou un dels bisbats sobirans del Sacre Imperi Romanogermànic, que pertanyia al Cercle de Suàbia.

## Història
La ciutat actual d'Augsburg apareix a Estrabó com Damasia, un baluard dels Licatii; l'any 14 es convertia en una colònia romana coneguda com a Augusta Vindelicorum, i rebia els drets d'una ciutat d'Hadrià i aviat fou de gran importància com un arsenal i el punt d'encreuament d'unes quantes rutes comercials importants.
Encara que els començaments de Cristianisme dins dels límits de l'actual diòcesi està envoltat d'obscuritat, els ensenyaments cristian foren probablement portats allà per soldats o comerciants. Segons les actes del martiri d'Afra d'Augsburg, existia a Augsburg ben d'hora una comunitat cristiana sota el bisbe Narcís. El després Papa Dionís I, oncle de Sant Afra, s'esmenta com el seu successor.
Res autèntic se sap sobre la història de l'Església d'Augsburg durant els segles que segueixen, però va sobreviure a l'esfondrament de poder romà a Alemanya i la turbulència de les grans migracions. És veritat que dos catàlegs dels bisbes d'Augsburg, que daten dels segles onzè i dotzè, esmenten uns quants bisbes d'aquest període primitiu, però el primer al registre del qual hi ha corroboració històrica indubtable és Sant Wikterp (o Wicbpert), que era bisbe aproximadament vers 768. Va participar en uns quants sínodes convocats per Sant Bonifaci a Alemanya; en companyia de Sant Magnus de Füssen va fundar el monestir de Füssen; i amb Sant Bonifaci fundava el monestir de Benediktbeuern.
Sota Sant Wikterp o el seu successor, Tazzo (o Tozzo), sobre qui se sap ben poc, molts monestirs foren fundats, per exemple les abadies de Wessobrunn, Ellwangen, Polling i Ottobeuren. En aquesta temps, el bisbat, fins aquí sufragani del Patriarcat d'Aquileia, era posat com a sufragani de la nova arxidiòcesi de Magúncia fundat el 746). Sant Simpert (vers 810), fins llavors abat de l'Abadia de Murbach, i un parent de Carlemany, va renovar moltes esglésies i monestirs devastats en les guerres del francs i bavaresos, i durant les incursions dels àvars; va construir la primera catedral d'Augsburg en honor de la Verge Més Beneïda; i obtenia de l'Emperador Carlemanye una definició exacta dels seus límits diocesans. La seva jurisdicció s'estenia en aquell temps del Iller cap a l'est sobre el Lech, i del nord del Danubi a l'Alb, i cap al sud als esperons dels Alps. A més, diverses propietats i pobles a la vall del Danubi, i a Tirol, pertanyien a la diòcesi.
Entre els bisbes del següent període un cert nombre són especialment prominents, alguns a causa dels càrrecs que exercien a l'Imperi, o per a les seves qualificacions personals; així Witgar (887-87), canceller i capellà de Lluís el Germànic; Adalberó (887-910), de la línia dels comtes de Dillingen, confident i amic d'Arnulf de Caríntia, que va designar a Adalberó com educador del seu fill el futur rei alemany Lluís IV d'Alemanya, que es va distingir per a la generositat amb els monestirs. La seu d'Augsburg va tenir el període d'esplendor més gran sota sant Ulric (923-973); augmentava el nivell de formació i disciplina entre el clergat al costat de la reforma d'escoles existents i l'establiment de nous, i per canòniques visites i sínodes; proporcionava suport als pobres, i reconstruïa esglésies en ruïnes i monestirs. Durant la incursió dels magiars i el setge d'Augsburg (955), sostenia la resistència dels ciutadans, imposava els hongaresos la retirada, i col·laborava amb molt a la victòria decisiva del Lechfeld (955). Construïa esglésies en honor de sant Afra i sant Joan, Fundava el monestir de Sant Esteve per a monges benedictines, i emprenia tres pelegrinatges a Roma.
La diòcesi va patir molt durant l'episcopate del seu successor, Enric I (973-82), perquè estava entre els enemics de l'Emperador Otó II, i va romandre durant uns quants mesos a la presó. Després del seu alliberament renunciava a les seves anteriors polítiques i llegava a la seva església les seves possessions a Geisenhausen. La diòcesi assolia gran esplendor sota el bisbe Bruno (1006-20), germà d'Enric II del Sacre Imperi Romanogermànic; restaurava un cert nombre de monestirs arruïnats, fundava l'església i col·legi de sant Maurici d'Agaunum, col·locava monjos benedictins a la col·legiata de Sant Afra, i sumava a les possessions episcopals els territoris de la seva pròpia herència de Straubing. Sota el bisbe Enric II (1047-63), el guardià d'Enric IV del Sacre Imperi Romanogermànic, la diòcesi assegurava el dret d'encunyació i fou enriquida per moltes donacions; sota Embricó (o Emeric, 1063-77) la catedral fou dedicada (1065) i es construïen la canongia i església de Sant Pere i Felicitas de Roma.
Durant els darrers anys del seu episcopate la baralla de l'Emperador Enric IV amb el papa en la qual Embricó va prendre part del costat imperial, va haver de cedir, temporalment, el bisbat al legat papal. La lluita va continuar sota els seus successors; quatre antibisbes s'establiren en oposició a Siegfried II (1077-96). Herman comte de Vohburg (1096 o 1097-1132) amb traïció i sagacitat, feia valer la seva reclamació a la seu que havia comprat, i perseguia violentament a l'Abat de Sant Afra al que va expulsar de la ciutat. Només després de la conclusió del Concordat de Worms (1122) Herman obtenia la confirmació del pape i se lo aixecava l'excomunicació. Els disturbis polítics que resultaven de les dissensions entre els papes i els emperadors alemanys repercutien en l'Església d'Augsburg.
Hi havia períodes curts de treva, durant el qual la vida eclesiàstica rebia un impuls, com, per exemple, sota el bisbe Walther II comte palatí de Dillingen (1133-52), sota qui les possessions de la diòcesi es consolidaren una altra vegada i s'augmentaren de la seva pròpia herència; sota Udalskalk (1184-1202), que amb gran cerimònia posava els ossos últimament descoberts de sant Ulric a l'església nova dedicada a aquest sant i a Afra. Aquests dies de pau alternaven amb períodes de conflicte en el qual els bisbes d'Augsburg es comportaven, sovint en contra de la seva voluntat, en la seva capacitat com a prínceps de l'Imperi, i la vida de l'Església consegüentment patia certa decadència. Sota Siboto von Lechfeld (1227-47) els monestirs dels ordes mendicants novament fundades s'establien per primer cop a Augsburg.
Un membre cèlebre dels franciscans fou David d'Augsburg, i dels dominicans, Albertus Magnus de Lauingen. Causes addicionals de conflicte eren els problemes que es manifestaven entre els bisbes d'Augsburg i les autoritats de la ciutat. Durant les lluites entre els papes i els emperadors, Augsburg com altres ciutats grans per tota Alemanya, va assolir una riquesa enorme a causa de l'activitat industrial i comercial dels ciutadans. De tant en tant es feien esforços per restringir tant com possible els drets civils antics dels bisbes i els seus administradors, i fins i tot abrogar-los totalment. Des d'un estat de disgust els ciutadans passaven a actuar amb violència sota el bisbe Hartman de Dillingen (1248-86), i obtenien dels bisbes moltes llibertats municipals i avantatges.
Un exemple característic és la confirmació per Rodolf I d'Alemanya al Reichstag aguantat a Augsburg (1276) del Stadtbuch, o registre municipal, contenint la duana antiga, drets episcopals i municipals, etc., especificat en detall; en la mateixa ocasió Augsburg era reconeguda Ciutat Lliure Imperial. Hartman llegava a l'Església d'Augsburg la seva herència paternal, incloent-hi la ciutat i castell de Dillingen. La pau va regnar sota els bisbes que segueixen, entre els que Frederic I (1309-31) adquiria per la seu el castell i baluard de Füssen; Ulric II de Schönegg (1331-37), i el seu germà Lluís IV de Schönegg (1337-48) romanien fidels a l'emperador Lluís IV de Baviera; Marquard I de Randeck (1348-65), una altra vegada redimia la propietat hipotecada de la diòcesi, i amb el favor de l'Emperador Carles IV va esdevenir Patriarca d'Aquileia el 1365.
Noves dissensions entre el bisbe i la ciutat sorgiren sota Burcard d'Ellerbach (1373-1404), l'accessió del qual fou marcada per la greu discòrdia que havia portat a l'enderrocament del patrici i del govern aristocràtic, i la pujada al poder municipal dels oficis o gremis. Irritat pel suport de Burcard a la noblesa en la seva lluita amb les ciutats suabes, els habitants d'Augsburg saquejaren les cases dels canonges i expulsaren de la ciutat alguns del clergues(1381), i després d'un interval de calma, la fortalesa episcopal fou destruïda (1388), el deganat i la seca, i la ciutat esdevenia gairebé completament independent del bisbe. Burcard continuava amb gran energia contra l'heretgia dels Wyclifites que havia guanyat posicions a Augsburg i va condemnar a l'estaca a cinc persones que es negaven a abjurar.
Després de la mort d'Eberard II (1404-13), un conflicte sorgia el 1413 perquè la ciutat d'Augsburg declinava reconèixer al bisbe legítim, Anselm de Nenningen (1413-23), i establia en l'oposició a Friedrich de Grafeneek qui havia estat presentat per Segimon I del Sacre Imperi Romanogermànic. Aquests problemes eren resolts pel papa Martí V qui imposava la dimissió dels dos bisbes, i per la seva pròpia autoritat els canviava per Peter de Schauenberg, canonge de Bamberg i Würzburg (1423-69). Peter fou dotat pel papa amb facultats extraordinàries, fet cardenal i llegat ad latere per a tota Alemanya. Treballava amb zel i energia per a la reforma de la seva diòcesi, convocava sínodes i feia visites episcopals per alçar la vida moral i intel·lectual decadent del clergat; restaurava la disciplina i renovava l'esplendor caigut de molts monestirs, canongies i col·legiates. Completava la reconstrucció de la catedral en l'estil gòtic i la consagrava el 1431 i el 1457 posava la pedra angular de l'església nova dels sants Ulric i Afra.
Els prelats que reeixien s'ocuparen de la reforma de la diòcesi amb la mateixa sol·licitud i zel. Entre ells estava Joan II comte de Werdenberg (1469-86), tutor del fill de l'emperador i futur Maximilià I del Sacre Imperi Romanogermànic, que va convocar un sínode a Dillingen, i fomentava l'art últimament inventat de la impressió; Friedrich von Zollern (1486-1505) alumne del gran predicador Geiler de Kaysersberg, i fundador d'un col·legi a Dillingen, que va organitzar un sínode a la mateixa ciutat, promovia la impressió de llibres litúrgics, i en gran manera enriquien les possessions de la diòcesi; Enric IV de Lichtenau (1505-17) fou un gran amic i benefactor de monestirs i dels pobres, i patró de les arts i ciències.
Durant l'episcopat d'aquests bisbes, Augsburg va adquirir a través de la indústria dels seus ciutadans, un comerç estès arreu del món. Alguns membres de les seves famílies, per exemple els Fuggers i el Welsers, eren els comerciants més importants del seu temps; donaven grans sumes de diners als emperadors i als prínceps d'Alemanya, dirigien les empreses financeres del papat, i fins i tot estenien les seves operacions al continent novament descobert d'Amèrica. Entre els ciutadans d'Augsburg famosos en aquell temps en la literatura i art es compten l'humanista Conrad Peutinger; els germans Bernard i Conrad Adelmann von Adelmannsfelden; Matthäus Lang von Wellenburg, secretari de Frederic III del Sacre Imperi Romanogermànic i després cardenal i arquebisbe de Salzburg; els pintors distingits eren Hans Holbein el Vell, Burgkmair i altres. Amb la riquesa, tanmateix, venia un esperit de limitació i d'excesiu gaudiment de la riquesa. L'orgull i un superrefinament de cultura preparaven el camí a la imminent revolució religiosa que havia de trobar el terreny adobat.

## període de la Reforma
La Reforma portava al desastre a la Diòcesi d'Augsburg. Incloïa 1.050 parròquies amb més de 500.000 habitants en total. Luter va trobar adherents a la ciutat (1518) i els bisbes van reaccionar i van dictar disposicions contra Luter (1520) amb suport del papa Lleó X, però el 1524 els seguidors de Luter van aconseguir el poder local i diversos prelats es decantaven per les seves tesis. Als sacerdots apòstates, molts dels quals, seguint l'exemple de Luther, havien pres mullers, els donava suport el govern de la ciutat, i als catòlics se'ls negava el dret de predicar. Durant la Guerra dels camperols es destruïren molts monestirs, institucions, i castells.
Entre 1524 i 1573 hi va haver una presència anabaptista significativa a Augsburg i a finals d'agost de 1527s'hi va celebrar una reunió internacional de representants des de diversos grups anabaptistes. Una majoria dels participants moriren com màrtirs al cap de poc temps. A la Dieta d'Augsburg el 1530, l'anomenada Confessio Augustana fou entregada a l'rmperador a la capella del palau episcopal, i l'emperador publicava un edicte segons el qual totes les innovacions s'havien d'abolir, i els catòlics recuperaven els seus drets i propietats.
L'ajuntament d'Augsburg, tanmateix, dirigia l'oposició, cridava (1531) els predicadors protestants que s'havien expatriat, suprimia serveis catòlics a totes les esglésies excepte la catedral (1534), i el 1537 es formava la Lliga de Smalkalda. Al començament d'aquest any un decret del consell prohibia a tot arreu la celebració de grans reunions, predicant, i celebrant cerimònies eclesiàstiques, i donant al clergat catòlic l'alternativa de matricular-se de nou com a ciutadans o marxar de la ciutat. Una majoria aclaparadora de clergat tant secular com regular escollia el desterrament; el bisbe es retirava amb el capítol de la catedral a Dillingen, d'on va adreçar al papa i l'emperador una apel·lació per reparar els greuges. A la ciutat d'Augsburg les esglésies catòliques s'embargaven a favor dels luterans i predicadors zwinglians; a la comanda del consell es treien quadres, i a instàncies de Bucer i altres una tempesta d'iconoclàstia popular seguia, ocasionant la destrucció de molts monuments esplèndids d'art antic.
La intolerància més gran s'exercia cap als catòlics que havien romàs a la ciutat; les seves escoles es dissolien; els pares foren obligats a enviar els seus fills a les institucions luteranes. Sota Otto Truchsess Von Waldburg (1543-1573) els primers senyals de millora s'anotaven en l'actitud cap a catòlics. Al brot d'hostilitats (1546) entre l'emperador i la LLiga, Augsburg, com a membre de la lliga, agafava les armes contra Carles V, i contra el bisbe Otto i atacaven i saquejaven Füssen, confiscant gairebé totes les possessions restants de la diòcesi.
Després de la batalla de Mühlberg (1547), tanmateix, les tropes imperials marxaven contra Augsburg, i la ciutat fou forçava a demanar perdó, cedir dotze peces d'artilleria, pagar una multa, tornar un nombre gran d'esglésies als catòlics i reemborsar la diòcesi i el clergat per a propietat confiscada. El 1547 el Bisbe, Otto Von Truchsess, que havia estat creat mentrestant cardenal, tornava a la ciutat amb el capítol catedralici, seguit en breu després per l'emperador. A la Dieta tinguda a Augsburg el 1548 l'anomenat "Interí d'Augsburg" s'arranjava. Després d'una ocupació provisional de la ciutat i supressió de serveis catòlics per l'Elector, Príncep Maurici de Saxònia (1551), la "pau religiosa d'Augsburg" s'establia a la Dieta de 1555; fou seguida per un període llarg de pau.
Els disturbis de la Reforma foren més desastrosos en els seus resultats a través de la diòcesi i terres contigües que dins dels recintes d'Augsburg. Així, després de moltes pertorbacions i restauracions provisionals de la religió catòlica, els protestants finalment guanyaven el poder superior a Württemberg, Oettingen, Neuburg, les ciutats lliures de Nördlingen, Memmingen, Kaufbeuren, Dinkelsbühl, Donauwörth, Ulm, al territori eclesiàstic de Feuchtwangen i altres llocs. Conjuntament durant aquests anys de guerra religiosa, la Diòcesi d'Augsburg va perdre enfront de la Reforma unes 250 parròquies, 24 monasteries, i uns 500 beneficis. Encara que l'agitació religiosa portava una gran pèrdua de possessions mundanes, no va deixar de tenir un efecte beneficiós sobre la vida religiosa de la diòcesi.
El bisbe Christopher Von Stadion mentre intentava protegir el catolicisme dels atacs de la Reforma, havia procurat reforçar la vida eclesiàstic, que havia declinat a la diòcesi, entre el clergat secular i regular. El treball fou continuat fins i tot més energèticament pel bisbe Otto Truchsess, que aconseguia una contrareforma fructífera. Per visites freqüents procurava conèixer els mals existents, i per mitjà de sínodes diocesans i una aplicació vigorosa de mesures contra clergues ignorants i dissoluts, seculars i regulars, intentava corregir aquestes condicions. Avançava la causa d'educació fundant escoles; convocava els Jesuites a la seva diòcesi, entre altres el beat Peter Canisius, que des de 1549, en la seva capacitat de predicador de catedrals, confessor, i catequista, exercia un ministeri fructífer i notablement eficaç. El 1549 el bisbe Otto fundava un seminari a Dillingen per a la formació de sacerdots, obtenia del pape (1554) un decret elevant-lo a universitat, i el 1564 donava la direcció de la nova universitat als jesuites, per a qui havia construït un col·legi a Dillingen. És a causa dels seus treballs incansables i els de Canisius que les porcions més grans de la diòcesi no es perderen per a l'Església.
Sota els successors immediats d'Otto el ressorgiment instituït progressava ràpidament, i es formulaven molts decrets excel·lents. Sota Marquard II Von Berg (1575-91) un internat pontifical (alumnatus) era fundat a Dillingen, uns col·legis eren establerts pel Jesuits en Landsberg i (a través de la generositat de la família Fugger) a Augsburg (1580). Heinrich von Knoringen, a qui es nomenava bisbe als 28 anys, prenia especial interès en la universitat i el Seminari de Dillingen, i els enriquia amb moltes donacions; convocava uns quants sínodes, convertia al duc Wolfgang de Neuburg al catolicisme, i durant el seu llarg episcopat (1598-1646) conciliava moltes ciutats protestants i parròquies amb l'Església Catòlica, sent ajudat en una manera particular pels jesuites, per a qui va fundar establiments a Neuburg, Memmingen, i Kaufbeuren.
Per mitjà de l'Edicte de Restitució de Ferran II del Sacre Imperi Romanogermànic (1629), vigorosament i fins i tot massa enèrgicament executada pel bisbe, la Trenta Anys acomplia una restauració gairebé completa de les anteriors possessions de la Diòcesi d'Augsburg. L'ocupació d'Ausgbur per Gustau II Adolf de Suècia (1632) tornava temporalment l'equilibri de poder als protestants. Fins a l'alleujament de la ciutat per les tropes imperials (1635) els catòlics foren oprimits durament i forçats a deixar tot el que havien guanyat amb l'Edicte de Restitució. Finalment el Tractat de Westfàlia (1648) establia igualtat entre catòlics i protestants, i era seguit per un llarg període de pau interna.
A causa de les pèrdues de la diòcesi pel tractat, una protesta solemne es posava davant de la cancelleria imperial pel bisbe Sigmund Francis, arxiduc d'Àustria (1646-65). Aquest bisbe a causa de la seva joventut, governada la diòcesi a través d'administradors, i més tard renunciada al càrrec. El seu successor, Johann Christopher Von Freiberg (1665-90), estava especialment desitjós de liquidar la càrrega pesada de deute suportat pel capítol, però fou, no obstant això, generós cap a esglésies i monestirs. El seu successor, Alexander Sigmund (1690-1737), fill de l'Elector Palatí, vigilava la puresa de la doctrina dins la litúrgia i llibres de pregària. Johann Friedrich von Stauffenberg (1737-40) fundava el Seminari de Meersbury i introduïa missions entre el poble. Joseph, Landgrave de Hessen-Darmstadt (1740-68) exhumava amb gran cerimònia els ossos de sant Ulric d'Augsburg i instituïa una investigació a la vida de Crescentia Höss de Kaufbeuren, que havia mort en olor de santedat. El príncep Climent Wenceslau de Saxònia i Polònia (1768-1812), feia un gran nombre de regulacions disciplinàries excel·lents, i prenia mesures per la seva execució; després de la supressió de la Societat de Jesús es permetia la protecció de membres i feina a la seva diòcesi; feia una resistència vigorosa al ràpidament estès racionalisme i a la infidelitat, i era honrat per una visita de Pius VI (1782).

## Revolució Francesa i secularització
Durant aquest episcopat començava l'agitació mundial inaugurada per la Revolució Francesa. Estava destinat a posar un final al poder temporal de l'Església a Alemanya, i a la caiguda d'Augsburg com a principat de l'Imperi. El 1802, per l'acte de la Delegació del Règim Imperial (Reichsdeputationsrezess), el territori de la Diòcesi d'Augsburg es donava a l'Elector de Baviera, que prenia la possessió l'1 de desembre de 1802.
El capítol de catedrals, juntament amb quaranta canongies, quaranta-un beneficis, nou col·legis, vint-i-cinc abadies, trenta-quatre monestirs dels ordes mendicants, i dos convents eren les víctimes d'aquest acte de secularització. Malauradament, a causa de la conducta desconsiderada dels comissaris assignats pel ministre bavarès, Montgelas, es destruïen tresors artístics innombrables, llibres valuosos, i documents. Durant cinc anys després de la mort de l'últim príncep-bisbe (1812) els episcopat va restar vacant; les parts de la diòcesi que era a fora de Baviera estaven separades d'aquesta i s'annexionaven a unes altres diòcesis. No fou fins a 1817 que el concordat entre la Santa Seu i el govern bavarès va reconstruir la Diòcesi d'Augsburg i el va fer subjecte al metropolità de Munich-Freising. El 1821 el territori subjecte a l'autoritat eclesiàstica d'Augsburg s'augmentava amb l'addició de seccions del suprimit Bisbat de Constança, i els límits presents foren llavors definits.

## Llista de bisbes
- vers 304-305 Narcissus
- vers 305-? Dionysius (Oncle d'Afra d'Augsburg)
- Desconeguts ?-361
- Territori als alamans 361-496
- Territori als francs 496
- Restabliment del bisbat 582
- Zosimus 582-600
- Beowulf 600-614
- Dagobert 614-629
- Manno 629-649
- Wicho 649-667
- Bricho 667-687
- Zeiso 687-708
- Markmann 708-738
- Wigbert 738-755
- Thosso 755-778
- Simpert, 778–807
- Hanto, 807–815
- Nidker (Nidgar), 816–830
- Udalmann, 830–832
- Lanto, 833–860
- Witgar, 861–887
- Adalberó (Adalberó de Dillingen), 887–909
- Hiltin, 909–923
- Ulric I (Ulric I de Dillingen), 923–973
- Enric I (Enric de Geisenhausen), 973–982
- Eticó I (Eticho der Welfe), 982–988
- Luitold (Ludolf von Hohenlowe), 989–996
- Gebehard (Gebhard von Ammerthal), 996–1000
- Sigfrid I, 1001–1006
- Wikterp (Wicterp, Wichbert, Wikpert, Wigbert, Wiggo, Wicho), 738-772
- Bruno, 1006–1029
- Eberard I, 1029–1047
- Enric II, 1047–1063
- Embricó, 1063–1077
- Wigolt, 1077–1088
- Sigfrid II, 1088–1096
- Herman de Vohburg, 1096–1133
- Walter I de Dillingen, 1133–1152
- Konrad von Hirscheck, 1152–1167
- Hartwig I von Lierheim, 1167–1184
- Udalschalk, 1184–1202
- Hartwig II, 1202–1208
- Sigfrid III de Rechberg, 1208–1227
- Siboto von Seefeld, 1227–1247
- Hartmann von Dillingen, 1248–1286
- Sigfrid IV d'Algertshausen, 1286–1288
- Wolfhard von Roth, 1288–1302
- Degenhard von Hellenstein, 1303–1307
- Friedrich I Spät von Faimingen, 1309–1331
- Ulrich II von Schönegg, 1331–1337
- Enric III de Schönegg, 1337–1348
- Marquard of Randeck, 1348–1365
- Walter II von Hochschlitz, 1365–1369
- Johann I Schadland, 1371–1372
- Burkhard von Ellerbach, 1373–1404
- Eberhard II von Kirchberg, 1404–1413
- Friedrich von Grafeneck, 1413–1414
- Anselm von Nenningen, 1414–1423
- Peter von Schaumberg, 1424–1469
- Johann II von Werdenberg, 1469–1486
- Friedrich von Hohenzollern, 1486–1505
- Heinrich von Lichtenau, 1505–1517
- Christoph von Stadion, 1517–1543
- Otto Truchsess von Waldburg, 1543–1573
- Johann Eglof von Knöringen, 1573–1575
- Marquard von Berg, 1575–1591
- Johann Otto von Gemmingen, 1591–1598
- Heinrich von Knöringen, 1599–1646
- Segimon Francesc arxiduc d'Àustria, 1646–1665
- Johann Christoph von Freyberg-Allmendingen, 1666–1690
- Alexander Sigismund von der Pfalz-Neuburg, 1690–1737
- Johann Franz Schenk von Stauffenberg, 1737–1740
- Joseph Ignaz Philipp von Hessen-Darmstadt, 1740–1768
- Climent Wenceslau de Saxònia, 1768–1812
- Franz Friedrich von Sturmfeder, Vicari General 1812–1818